# Il saccheggiatore di relitti
Il saccheggiatore di relitti (The Wrecker) - edito in Italia anche come Il relitto o il naufragio - è un romanzo del 1892 di Robert Louis Stevenson scritto in collaborazione con il figliastro Lloyd Osbourne.
La storia è ambientata alle Isole Marchesi e si sviluppa intorno al relitto abbandonato della Flying Scud.
Lo spunto del romanzo fu un episodio realmente accaduto di cui Stevenson sentì parlare nel 1888 a Honolulu: il caso del misterioso naufragio della Wandering Minstrel dispersa sulla costa dell'isola Midway.
Il soggetto del romanzo è stato utilizzato per un episodio di Maverick dal titolo The Wrecker.

## Trama
Loudon Dodd, protagonista-narratore, dopo aver vissuto per un periodo come bohémien nel quartiere latino di Parigi, partecipe della vita degli artisti, torna in America in seguito alla perdita di denaro del padre, e si mette in affari con un avventuriero conosciuto a Parigi. Da qui in poi il ritmo del romanzo cambia, riempiendosi di suspense. Loudon si mette in mare per raggiungere il relitto di una nave con la speranza di trovarvi oppio da rivendere. Troverà invece tracce di una misteriosa vicenda nella quale è implicato il cadetto di una nobile famiglia inglese, lord Carthew.

## Edizioni italiane
- Il mistero del naufragio, Roma, Casa Editrice M. Carra & C. di Luigi Bellini, 1920.
- Il naufragio, traduzione di Gian Dàuli, 2 voll., Collana Nuova biblioteca amena, Milano-Roma, Treves-Treccani-Tumminelli, 1932.
- Il saccheggiatore di relitti, traduzione di Gian Dàuli, introduzione di Walter Mauro, collana I classici Superten, Roma, Newton & Compton, 1993,  pp. 256, cap. 25, ISBN 88-7983-303-0.
- Il saccheggiatore di relitti, Introduzione di Dario Pontuale. Postfazione di Graziella Pulce, Roma, Nutrimenti, 2018, ISBN 978-88-659-4618-3.
- Il relitto dell'Alcione, I romanzi del triangolo giallo, Giachini, 1950.
- Il relitto, traduzione di Igor Legati, nota introduttiva di Barbara Lanati, Collana Gli struzzi n.420, Torino, Einaudi, 1991-1997,  pp. XII-477, ISBN 978-88-06-12623-0.
- Il saccheggiatore di relitti, traduzione di Gian Dàuli, prefazione di Dario Pontuale, postfazione di Graziella Pulce, Nutrimenti, Roma, 2018.